# 斉藤レイ (女優)
斉藤 レイ（さいとう れい、本名：斉藤 礼子（さいとう れいこ）、1966年10月9日 - ）は、日本の女優、声優。栃木県出身。レディバード所属。劇団東京キッドブラザース出身で、過去にはラブライブに所属。名前の表記は「斉藤レイ」が正しいが、「斎藤レイ」と書き間違えられることが多い。

## 来歴・人物
小学5年生の時に学校推薦でNHK児童劇団に入団。高校時代は演劇しか頭になかった程、芝居に夢中な少女だったと本人は語っている。
その後、東京キッドブラザースに入り、ミュージカルを中心に舞台活動を続け、活躍の場をテレビ・映画へと広げる（デビュー初期は「斉藤 レイ子」の芸名で活動していた）。
テレビでは、2001年、スーパー戦隊シリーズ『百獣戦隊ガオレンジャー』で敵の女幹部ツエツエ役を演じた。『ガオレンジャー』終了後にヘアヌード写真を出した。
アニメ『こちら葛飾区亀有公園前派出所』ではジョディー・爆竜・カレン役を務めるなど、声優としても活躍している。また楳茂都流（うめもとりゅう）という日本舞踊（上方舞）の流派にも入門したり（名取）、バレエに通うなど日頃から自身の表現の幅を広げている。

## 出演

### テレビドラマ
- 刑事貴族 第23話（1990年11月30日、日本テレビ系）※斉藤レイ子 名義
- ラスト・フレンド（1993年、フジテレビ系）※斉藤レイ子 名義
- 土曜ワイド劇場
  - 『竜飛岬に消えた殺人者 嫁姑が知ってるつもりの「太宰治」の謎に挑む!「風の駅」は津軽のどこ?青森〜蟹田〜小泊〜金木〜十三湖〜黄金崎不老ふ死温泉』（1997年6月21日、テレビ朝日系）
- 百獣戦隊ガオレンジャー（2001年 - 2002年、テレビ朝日系） - ツエツエ 役[4]
- 子連れ狼 第1シリーズ 第1話「斬れぬもの、父子の絆!」（2002年10月14日、テレビ朝日系） - お千の方 役
- 水戸黄門 第32部 第3話（2003年8月11日、TBS系） - おたつ 役
- 水曜ミステリー9
  - 「監察医・篠宮葉月 死体は語る5」（2004年） - 村岡美江 役
- 女と愛とミステリー 猪熊夫婦の駐在日誌（2）
  - 『洞窟の白骨死体はわが息子?故郷の青い海の風景画が暴く8年前の失踪疑惑』（2005年3月23日、テレビ東京系）
- ラブ・ジャッジ2（2004年12月28日、TBS系）[4]
- 土曜ワイド劇場 タクシードライバーの推理日誌（21）
  - 『殺人占いの女! 東京〜飛騨高山 2人の母の殺意が交差した!?』（2005年10月8日、テレビ朝日系） - 石黒真弓 役[4]
- プリマダム（2006年、日本テレビ系） - 正木愛子 役
- ドラマ24 死化粧師 エンバーマー 間宮心十郎 第1話（2007年10月5日、テレビ東京系） - バレエの先生 役
- 愛の劇場 愛のうた! 第8話（2007年11月7日、TBS系） - 楓の絵の教師 役
- 金曜プレステージ
  - 『山村美紗十三回忌追悼 新・祇園芸妓シリーズ（3）京都花嫁衣装殺人事件』（2008年2月8日、フジテレビ系） - 野上亜矢子 役
- 探偵Xからの挑戦状! Season3「ビスケット」（2011年4月28日、NHK） - 関屋裕子 役
- 月曜ゴールデン
  - 『十津川警部シリーズ（46）特急『草津』殺人迷路』（2012年1月9日、TBS系） - 市原弥生 役
- ATARU 第2話（2012年4月22日、TBS系） - 増本三枝 役
- 相棒（テレビ朝日系）
  - season13 第14話「アザミ」（2015年2月4日） - 田代野絵 役
  - season22 第17話「インビジブル」（2024年2月21日） - 山田美紀子 役
- 山女日記〜女たちは頂を目指して〜（2016年、NHK BSプレミアム） - 羽村美佐恵 役
- ドラマスペシャル 検事の本懐（2016年12月3日、テレビ朝日） - 葛巻佳枝 役
- 警視庁・捜査一課長 第5話（2017年5月18日、テレビ朝日） - 水野翔子 役
- 名優 笠智衆 ～春風のあるがごとし～（2023年1月22日、テレビ熊本） - 笠智衆の息子の妻 役[6]

### テレビアニメ
- こちら葛飾区亀有公園前派出所（フジテレビ系） - ジョディー・爆竜・カレン 役[7]
- ビックリマン2000（テレビ東京系） - 迷帽子アーチス徒 役
- メダロット魂（テレビ東京系） - ファンシーロール 役

### バラエティ / 他
- 英会話体操ZUIIKIN'ENGLISH（1993年、フジテレビ） - ZUIIKIN GALS（斉藤レイ子名義）
- わいわいスポーツ塾（TBS系） - リポーター ※準レギュラー
- わたしが子どもだったころ（2009年9月30日、NHK BS-hi） - 「三宅裕司」 母親　役

### 映画
- 極東黒社会（1993年5月15日公開、東映） - 小泉朝子 役 ※初ヌード
- ザ・格闘王2（1994年6月公開、東映Vシネマ） - 石川紅子 役
- こちら葛飾区亀有公園前派出所 THE MOVIE（1999年12月23日公開、東宝） - ジョディー・爆竜・カレン 役[8]
- 百獣戦隊ガオレンジャー 火の山、吼える（2001年9月22日公開、東映） - ツエツエ 役
- プレイガール‘03（2003年4月公開、東映） - 水木マリ 役[4]
- クラッシャーカズヨシ（2005年9月25日公開、20世紀たぬき） - 江津悦子 役
- 俺たち賞金稼ぎ団（2014年5月10日公開、東映） - 安藤さゆり 役

### 舞台
- 東京キッドブラザース『ウインターナイトドリーム』 - 圭 役
- ミュージカル『美少女戦士セーラームーン』（1995年3月 - 1998年2月、サンシャイン劇場 他） - 冥王せつな / セーラープルート 役 ※2代目
- ミュージカル『少女革命ウテナ』（1997年 - 1998年） - 桐生冬芽 役
- BOYS BE…ALIVE（1999年、サンシャイン劇場） - 日替わりゲスト
- こちら葛飾区亀有公園前派出所（1999年 - 2006年） - 麻里愛 役
- シェルブールの雨傘 - ジェニー 役
- 燃えよ剣 （2004年5月1日 - 27日、明治座）
- ロック★オペラ  The Who's Tommy （2007年3月12日 - 4月26日、日生劇場・梅田芸術劇場）
- その男（2009年4月 - 5月、東京芸術劇場・新歌舞伎座）
- 金色のコルダ ステラ・ミュージカル（2010年3月19日 - 24日、天王洲 銀河劇場）
- 喜劇「ハムレット」&悲劇?「ローゼンクランツとギルデンスターンは死んだ」（2011年5月18日 - 31日、渋谷区文化総合センター大和田さくらホール・シアター1010） - ガードルード 役
- 舞台「隠蔽捜査＆果断・隠蔽捜査2」（2011年10月 - 11月、シアター1010・新神戸オリエンタル劇場・京都南座・名鉄ホール） - 竜崎冴子 役
- 楽屋～流れ去るものはやがてなつかしき～（2017年6月9日 - 11日、ウッディシアター中目黒）[9]
- ろくでなし八犬伝（2017年12月13日 - 17日、赤坂RED/THEATER）[10]
- ne cup of rice ～おにぎりのむすび方～（2018年7月4日 - 8日、中野MOMO）[11]
- ロイヤルホストクラブ（2018年12月6日 - 10日、光が丘IMAホール）[12]
- Get Back!!（2019年9月22日 - 29日、俳優座劇場）[13]
- グリークス 第1部 『戦争』（2019年11月6日 - 11日、浅草九劇） - アンドロマケ 役[14]
- 蒼い薔薇のシグナル 2021（2021年3月7日 - 14日、Confetti Streaming Theater） - 福島麗香 役[15]
- 観劇者（2021年6月30日 - 7月4日、東京・シアターグリーン BIG TREE THEATER）[16]
- 信長の野望・大志 ～最終章～ 群雄割拠 関ヶ原（2021年7月23日 - 29日、東京・かめありリリオホール） - ねね 役[17]
- 土のバッキャロー！！ ～山形の風土で育まれたワインと人の恋物語～（2021年10月6日 - 12日、シアターグリーン BIG TREE THEATER）[18]
- 地球空洞説（2021年12月1日 - 3日、IMAホール）[19]
- 朗読「アメージングボイスドラマ」（2022年1月9日、7月3日、キョクトク蔵の街楽習館　大交流室、栃木おやこ劇場）[20][21]
- だめんずウォーカー2022 Bチーム（2022年1月24日、	中目黒トライ）[22]
- 観劇者（再）（2022年5月4日 - 8日、シアターグリーン（池袋） BIG TREE THEATER）[23]
- 雫のバッキャロー！！ ～山梨と山形で、ワインに人生を掛けた家族たちの物語～（2022年5月11日 - 17日、シアターグリーン BIG TREE THEATER）[24]
- 朗読劇「電車を止めるな!」アナザーストーリー Aチーム（2022年6月16日 - 19日、中目黒トライ）[25]
- WORLD -Run for the Sun-（2022年9月3日 - 11日、こくみん共済 coop ホール／スペース・ゼロ） - 伊勢照美 役[26]
- 珈琲いかがでしょう（2023年5月17日 - 21日、シアター1010） - モタエ 役[27]
- 舞台「かげきしょうじょ!!」（2023年10月18日 - 22日、こくみん共済 coop ホール / スペース・ゼロ） - 奈良田君子 役[28]
- 舞台「ワインガールズ」 - 松山三四朗の著書の舞台化、劇団Focusの菅野臣太朗の脚本・演出作品（2024年4月25日 - 5月2日、シアター1010）[29]
- 舞台「くちびるに歌を」（2024年6月6日 - 10日、あうるすぽっと）[30]
- 雨月 UGETSU〜悪魔の証明〜（2024年7月24日 - 28日、ザ・ポケット）[31]
- 東京物語（2025年2月、三越劇場）[32]
- 舞台「それってキセキ」（2025年7月31日 - 8月4日〈予定〉、シアター1010）[33]

### DVD作品
- スーパー戦隊シリーズ - いずれもツエツエ 役での出演。
  - 百獣戦隊ガオレンジャーVSスーパー戦隊（2001年8月10日発売、東映ビデオ）
  - 忍風戦隊ハリケンジャーVSガオレンジャー（2003年3月21日発売、東映ビデオ）
  - 轟轟戦隊ボウケンジャーVSスーパー戦隊（2007年3月21日発売、東映ビデオ）

### ゲーム
- 餓狼 MARK OF THE WOLVES（1999年） - B.ジェニー 役
- 百獣戦隊ガオレンジャー（2001年） - ツエツエ　役
- ゲゲゲの鬼太郎 異聞妖怪奇譚（2003年）
- ザ・キング・オブ・ファイターズXI - B.ジェニー 役
- KOF MAXIMUM IMPACTシリーズ（2006年 - 2007年） - B.ジェニー 役
  - KOF MAXIMUM IMPACT 2（2006年）
  - KOF MAXIMUM IMPACT REGULATION"A"
- THE KING OF FIGHTERS ALLSTAR（2020年）[34]

## 出版

### 写真集
- 媚薬（2002年3月25日発売、朝日出版社  撮影：トキナオミ）　ISBN 4255001464